# Centre international d'études pour la conservation et la restauration des biens culturels
 (décembre 2021).
Le Centre international d’études pour la conservation et la restauration des biens culturels (ICCROM) est une organisation intergouvernementale qui se consacre à la préservation du patrimoine culturel dans le monde entier, à travers des programmes de formation, d’information, de recherche, de coopération, et de sensibilisation. Sa mission consiste à améliorer le domaine de la conservation-restauration, et à sensibiliser le public envers l’importance et la fragilité du patrimoine culturel.
La création du Centre découle d’une proposition soumise lors de la Conférence générale de l’UNESCO à New Delhi, en 1956. Trois ans plus tard, le Centre s’établit à Rome, en Italie, où son siège se trouve encore aujourd’hui.
L’ICCROM répond aux besoins de ses États membres, lesquels, en janvier 2016, sont au nombre de 136.

## Mission
La mission de l’ICCROM a été définie par une série de statuts qui ont été brièvement définis peu avant sa fondation (et révisés le  25 novembre 2009).
Article 1, But et fonctions
Le « Centre international d’études pour la conservation et la restauration des biens culturels », ci-après dénommé ICCROM, contribue à la conservation et à la restauration des biens culturels sur le plan mondial, en créant, développant, promouvant et facilitant les conditions de cette conservation et de cette restauration. L’ICCROM exerce, notamment, les fonctions suivantes :
1. rassembler, étudier et diffuser l’information en ce qui concerne les questions scientifiques, techniques et éthiques ayant trait à la conservation et à la restauration des biens culturels ;
2. coordonner, stimuler ou provoquer la recherche dans ce domaine au moyen, notamment, de missions confiées à des organismes ou à des experts, de rencontres internationales, de publications et de l’échange de spécialistes ;
3. donner des consultations et des recommandations sur des questions d’ordre général ou sur des points particuliers ayant trait à la conservation et à la restauration des biens culturels ;
4. promouvoir, concevoir et dispenser la formation dans le domaine de la conservation et de la restauration des biens culturels, ainsi qu’élever les normes et la pratique du travail de conservation et de restauration ;
5. encourager les initiatives tendant à créer une meilleure compréhension de la conservation et de la restauration des biens culturels.

### Domaines d’activités
L’ICCROM contribue à la conservation du patrimoine culturel à travers cinq grands domaines d’activité : formation, information, recherche, coopération et sensibilisation.

### Formation
L’ICCROM contribue à la formation en conservation en développant de nouveaux outils et du matériel pédagogiques, et en organisant des activités de formation professionnelle dans le monde entier. Depuis 1966, les cours de l’ICCROM ont vu la participation de plus de 6 900 professionnels. Les domaines concernés incluent la conservation des sites archéologiques, la documentation et les inventaires architecturaux, la conservation du patrimoine bâti, la prise de décision en conservation, la gestion du patrimoine, la conservation préventive dans les musées et la gestion des risques  liés aux collections. D’autres cours se focalisent sur des matériaux spécifiques tels que la pierre, le bois, les collections de sons et d’images, sans oublier la conservation du patrimoine de zones régionales spécifiques comme la région arabe ou l’Asie du Sud-Est.

### Information
L’ICCROM possède l’une des plus importantes bibliothèques spécialisées en conservation au monde, avec plus de 115 000 entrées dans son catalogue donnant accès à des livres, des rapports, et des organes de presse spécialisée en plus de 60 langues. L’ICCROM renferme également une collection de plus de 200 000 images. D’autre part, son site internet offre des informations exhaustives sur les manifestations et opportunités de formation à l’international dans le domaine de la conservation-restauration.

### Recherche
L’ICCROM organise et coordonne des réunions pour la conception d’approches et de méthodologies communes, et pour la promotion de la définition d’une éthique, de critères, et de normes techniques concernant la pratique de la conservation-restauration reconnues au niveau international. Le Laboratoire de l’ICCROM tient le double rôle de ressource et de référence pour les experts en conservation.

### Coopération
Toutes les activités de l’ICCROM voient la participation de partenaires institutionnels et professionnels. La coopération prend la forme de conseil technique, de visites de collaboration, d’éducation et de formation.

### Sensibilisation
L’ICCROM dispense du matériel pédagogique et organise ateliers et autres activités destinées à accroître la sensibilisation du public et à obtenir son soutien en matière de conservation.

## Historique
La fin de la Seconde Guerre mondiale s’est accompagnée de la nécessité de restaurer les monuments et autres formes de patrimoine culturel qui avaient été endommagés ou détruits. Au cours de la même période, d’autres pays laissaient derrière eux le colonialisme et souhaitaient vivement s’industrialiser, retrouver et redéfinir leur identité culturelle, et former du personnel dans le but de préserver leur patrimoine.
Au niveau international, l’on notait un manque de formation cohérente et d’organismes faisant autorité pour guider les pays dans la reconstruction et la protection de leur patrimoine. C’est dans ce contexte, au cours de la sixième session de la Conférence générale de l’UNESCO (1951), que le gouvernement suisse a présenté une résolution proposant la création d'un centre international chargé d'encourager l'étude et la connaissance des méthodes de conservation à l'échelle internationale. Celle-ci a été adoptée et a donné lieu à la constitution d’un comité d’experts chargé de déterminer les rôles et fonctions de cette institution. Dans la brochure commémorative publiée pour célébrer les dix ans du Centre (« The First Decade 1959-1969 », pages 12–13), Hiroshi Daifuku, responsable de la section pour le développement du patrimoine culturel (UNESCO), explique :
« M. Georges Henri Rivière (alors directeur de l’ICOM) fut nommé président d’une branche du Comité international pour les monuments de l’UNESCO afin de créer le Centre. Les membres de ce Comité, lors de l’examen des fonctions proposées (le 25 septembre 1953), ont estimé que cet organisme pourrait notamment :
1. traiter des problèmes majeurs liés à la conservation, tels que l’éclairage ;
2. faire appel à un large éventail de spécialistes provenant de différents pays ;
3. fournir des informations aux pays souffrant d’un manque de laboratoires ;
4. traiter des problèmes liés à la préservation des monuments;
5. coordonner la recherche et disposer d’une autorité morale plus marquée ;
6. pour finir, empêcher les conservateurs mal formés d’entreprendre la restauration d’œuvres d’art importantes. » »

Ces fonctions devaient servir de modèle pour les statuts du Centre.
En 1956, la résolution fut adoptée au cours de la neuvième session de la Conférence générale de l’UNESCO qui s’est tenue à New Delhi. L’année suivant, le gouvernement de la République italienne et l’UNESCO signèrent un accord afin d’établir ce Centre à Rome.
L’adhésion des cinq États Membres en 1958 permit l’entrée en vigueur des statuts, faisant du Centre une entité juridique. Une collaboration s’établit avec d’autres institutions européennes de conservation, à savoir l’Institut central de restauration en Italie (l’ICR, aujourd’hui l’ISCR) et l’Institut royal du Patrimoine artistique (IRPA), en Belgique. Un conseil provisoire nommé par l’UNESCO fut désigné dans le but de diriger le Centre et, en 1959, il ouvrit ses portes à Rome avec pour directeur, Harold J. Plenderleith, conservateur de renom du British Museum. L’historien de l’art belge Paul Philippot fut nommé directeur adjoint, et la première assemblée générale eut lieu en 1960, au cours de laquelle les premiers membres réguliers du Conseil furent élus.

### Chronologie
Principaux événements liés au développement du Centre :
- 1956 – Décision au cours de la Conférence générale de l’UNESCO de mettre en place un organisme de conservation.
- 1957 – Signature d’un accord entre l’UNESCO et l’Italie afin d’établir le Centre à Rome. L’Autriche devient le premier État membre.
- 1958 – Adhésion de cinq États membres, faisant du Centre une entité juridique.
- 1959 – Centre de Rome opérationnel avec M. Plenderleith en tant que premier directeur.
- 1960 – Première Assemblée générale.
- 1961 – Ouverture de la bibliothèque qui devient une source majeure de littérature consacrée à la conservation.
- 1964 – Implication du Centre dans la rédaction de la Charte de Venise, et dans le sauvetage des monuments de la vallée du Nil, notamment des temples d’Abu Simbel.
- 1965 – Premier cours consacré à la conservation architecturale (ARC).
- 1966 – Coordination par l’ICCROM de la première intervention internationale à la suite des inondations de Florence et Venise.
- 1968 – Premier cours consacré à la conservation des peintures murales (MPC).
- 1971 – Nomination de Paul Philippot au poste de directeur du Centre et modification du nom : « Centre de Rome » remplacé par « Centre international pour la conservation ».
- 1972 – Reconnaissance du Centre par l’UNESCO comme un organe consultatif de la Convention du patrimoine mondial.
- 1973 – Premier cours consacré aux sciences de la conservation (SPC).
- 1975 – Premier cours consacré à la conservation préventive dans les musées.
- 1976 – Premier cours consacré à la conservation de la pierre à Venise. Des travaux de restauration sont menés à la suite du séisme au Frioul, en Italie.
- 1977 – Nomination de Bernard M. Feilden au poste de directeur, et changement de l’appellation du Centre pour: ICCROM.
- 1981 – Nomination de Cevat Erder, archéologue turc, au poste de directeur.
- 1982 – Lancement du Programme d’assistance technique, fournissant initialement des équipements et fournitures mineurs, du matériel didactique, de la documentation consacrée à la conservation, des abonnements annuels à des périodiques et des photocopies aux institutions publiques ainsi qu’aux organismes à but non lucratif.
- 1985 – Lancement de programmes régionaux avec le programme PREMA (PREvention des Musées Africains), un encouragement à long terme visant à former des professionnels de l’Afrique subsaharienne à la conservation préventive.
- 1986 – Prix Aga Khan d’architecture décerné à l’ICCROM pour la conservation de la Mosquée al-Aqsa, à Jérusalem.
- 1988 – Nomination d’Andrzej Tomaszewski, architecte polonais, au poste de directeur. Premier cours consacré à la conservation du bois, à Trondheim, en Norvège.
- 1991 – Lancement de la campagne Media Save Art en vue de sensibiliser les enfants scolarisés à la fragilité du patrimoine culturel.
- 1992 – Nomination de Marc Laenen, directeur de musée et historien de l’art belge, au poste de directeur général.
- 1993 – Lancement du programme NAMEC pour les formations à la conservation dans les pays du Maghreb. Les fonctions statutaires de l’ICCROM sont révisées afin d’ajouter celle de plaidoyer.
- 1994 – Mise en ligne du site Web de l’ICCROM. Lancement du programme PREMO pour la conservation dans le Pacifique. Rédaction du Document de Nara sur l'authenticité, au Japon.
- 1995 – Lancement du projet Conservation urbaine et territoriale intégrée (ITUC).
- 1996 – Premier cours PAT (cours panaméricain portant sur la conservation et la gestion du patrimoine architectural et archéologique terrestre) sur le site archéologique Chan Chan, à Trujillo, au Pérou.
- 1997 – Inauguration du laboratoire Dr Harold J. Plenderleith à l’ICCROM.
- 1998 – Lancement du programme AFRICA 2009 : formations sur la conservation du patrimoine immobilier en Afrique subsaharienne. Signature d’un accord entre l’ICCROM et l’Université nationale du Bénin, créant l’EPA (École du Patrimoine Africain).
- 1999 – Premier cours sur la Conservation de l’Urushi (laques japonaises).
- 2000 – Adoption de la Charte de Riga, à Riga, en Lettonie, les 23 et 24 octobre 2000, au cours de la Conférence régionale sur l’authenticité et la reconstruction historique en relation avec le patrimoine culturel, initiée par l’ICCROM
- 2000 – Nomination de Nicholas Stanley-Price, professeur en conservation et archéologue britannique, au poste de directeur général. Lancement du programme pour le développement des musées en Afrique (PMDA, portant désormais le nom de CHDA) à Mombasa, au Kenya.
- 2002 – Mise en œuvre d’un programme universitaire et d’un stage. Premier cours sur le partage des décisions en conservation.
- 2003 – Début d’une biennale ICCROM à Rome, la première ayant eu pour thème Le patrimoine religieux vivant. Premier cours sur l’archivage architectural, les inventaires et les systèmes d’information en conservation (ARIS) (ARIS).
- 2004 – Lancement des programmes ATHAR (conservation des sites patrimoniaux dans la région Arabe) et CollAsia 2010 (conservation des collections patrimoniales en Asie du Sud-Est).
- 2005 – Premier cours sur la réduction des risques pour les collections, à Rome.
- 2006 – Nomination de Mounir Bouchenaki, Assistant du directeur général pour la Culture auprès de l’UNESCO et archéologue algérien, au poste de directeur général. Célébration du 50e anniversaire de la résolution de la Conférence générale établissant la création du Centre.
- 2007 – Premier cours sur la sauvegarde des collections de sons et d’images (SOIMA), à Rio de Janeiro, au Brésil. Premier cours sur la conservation du patrimoine bâti (CBH), à Rome, constituant une évolution du cours ARC.
- 2008 – Lancement du programme LATAM pour la conservation en Amérique latine et dans les Caraïbes.
- 2009 – Fin du programme AFRICA 2009. Célébration des 50 ans d’activité de l’ICCROM.
- 2010 – Fin du Programme CollAsia 2010. CollAsia a fourni un renforcement des capacités pour la conservation du patrimoine mobilier et enseigné l’importance d’intégrer les patrimoines collectifs et immatériels dans le processus de conservation. Première édition du cours sur l’aide d’urgence au patrimoine culturel (FAC) à Rome. Ce cours multipartenaires est également donné en Haïti, à la suite du tremblement de terre de 2010, et plusieurs éditions ont eu lieu depuis à travers le monde.
- 2011 – Nomination de Stefano De Caro, archéologue italien, au poste de directeur général de l’ICCROM. Lancement de la plateforme RE-ORG, en collaboration avec l’UNESCO, fournissant outils et conseils pour la réorganisation des réserves dans les musées de petite taille.
- 2012 – Lancement d’un nouveau programme pour la gestion des risques de catastrophes (DRM).
- 2013 - Forum ICCROM sur les sciences de la conservation, octobre 2013 : réunion des professionnels de la conservation du monde entier pour débattre de la pertinence des sciences de la conservation à l’ordre du jour international.
- 2014 – Inauguration du Centre régional de conservation ICCROM-ATHAR à Sharjah, aux ÉAU.
- 2015 – Ajout par l’ICCROM du patrimoine culturel à l’ordre du jour de la troisième Conférence mondiale sur la réduction des risques de catastrophe (CMRRC), à Sendai, au Japon. Cours FAC dispensé au Népal afin de soutenir la récupération du patrimoine après le tremblement de terre dans cette région.
- 2016 – À la suite du tremblement de terre du Myanmar l’ICCROM a apporté son soutien en organisant des activités de renforcement des capacités sur le site de Bagan.

## Structure de l’organisation
La gouvernance de l’ICCROM se compose d’une Assemblée générale, d’un Conseil et d’un Secrétariat.

### Assemblée générale
L’ICCROM est gouverné par une Assemblée générale composée des représentants de tous ses États membres.
L’Assemblée générale détermine l’orientation et la ligne de conduite générale de l’ICCROM ; elle en approuve le programme d’activités et le budget biennal, élit les membres du Conseil et nomme le Directeur général. Elle a pour autres fonctions d’approuver les rapports sur les activités du Conseil et du Secrétariat, de déterminer les contributions des États membres, d’adopter le règlement financier de l’ICCROM et d’approuver les changements aux Statuts.

### Conseil
Les membres du Conseil sont choisis parmi les experts les plus qualifiés dans le domaine de la conservation et de la restauration du patrimoine culturel. Il est tenu compte également de la volonté de parvenir à une représentation équitable des principales régions culturelles du monde, et à une couverture correcte des différents domaines de spécialisation pertinents pour le travail de l’ICCROM.
Le Conseil se réunit chaque année dans les locaux de l’ICCROM à Rome.

### Secrétariat
Le Secrétariat de l’ICCROM est formé par le Directeur général et son personnel.
Le Directeur général est responsable de l’exécution du programme d’activités approuvé.  Le personnel se répartit en divers secteurs : le patrimoine immobilier (monuments, sites archéologiques, villes historiques, etc.), le patrimoine mobilier (tels que les collections de musées), la connaissance et la communication (Bibliothèque et Archive, publications, site web), le laboratoire didactique, ainsi que la Finance et l’Administration.

## États membres
- Afghanistan – (07.02.2010)
- Afrique du Sud – (17.01.2004)
- Albanie – (02.04.1962)
- Algérie – (18.01.1973)
- Allemagne – (30.10.1964)
- Andorre – (04.06.1998)
- Angola – (04.06.1992)
- Arabie saoudite – (18.02.2000)
- Argentine – (29.08.1988)
- Arménie – (05.05.2004)
- Australie – (26.06.1975)
- Autriche – (20.05.1957)
- Azerbaïdjan – (03.02.2002)
- Bahreïn – (15.12.2005)
- Bangladesh – (18.10.2007)
- Barbade – (01.04.1985)
- Belgique – (07.07.1959)
- Bénin – (05.06.1986)
- Bolivie – (17.12.2004)
- Bosnie-Herzégovine – (19.07.2000)
- Botswana – (02.02.2002)
- Brésil – (21.08.1964)
- Brunei Darussalam – (24.12.2005)
- Bulgarie – (12.01.1960)
- Burkina Faso – (04.01.1988)
- Cambodge – (03.06.1961)
- Cameroun – (03.06.1995)
- Canada – (07.11.1978)
- Chili – (03.02.1981)
- Chine – (14.06.2000)
- Chypre – (02.05.1963)
- Colombie – (18.05.1971)
- Congo – (18.04.1999)
- Côte d’Ivoire – (17.12.1985)
- Croatie – (18.10.1993)
- Cuba – (25.06.1971)
- Danemark – (01.01.1973)
- Égypte – (05.11.1959)
- Émirats arabes unis – (22.01.2010)
- Equateur – (19.11.2003)
- Espagne – (19.04.1958)
- Estonie – (09.02.2001)
- États-Unis d’Amérique – (20.01.1971)
- Éthiopie – (05.12.1975)
- Fédération de Russie – (01.05.2014)
- Finlande – (03.07.1981)
- France – (25.09.1964)
- Gabon – (20.03.1961)
- Gambie – (10.01.1999)
- Géorgie – (23.12.2001)
- Ghana – (12.02.1959)
- Grèce – (17.03.1987)
- Guatemala – (18.09.1975)
- Guyana – (16.10.1999)
- Haïti – (21.05.1992)
- Honduras – (26.05.1964)
- Hongrie – (29.11.2017)
- Inde – (02.10.1961)
- Iran (République islamique d’) – (18.12.1972)
- Iraq – (14.11.2011)
- Irlande – (22.12.1986)
- Israël – (23.05.1958)
- Italie – (24.10.1960)
- Japon – (19.12.1967)
- Jordanie – (06.07.1958)
- Kenya – (03.05.1998)
- Koweït – (20.03.1962)
- Lesotho – (01.07.2007)
- Lettonie – (31.03.2012)
- Liban – (02.07.1958)
- Libye – (01.09.1959)
- Lituanie – (21.10.1991)
- Luxembourg – (18.12.1978)
- Macédoine du Nord – (12.10.1993)
- Madagascar – (03.09.1963)
- Malawi – (25.07.2013)
- Malaisie – (04.11.1966)
- Maldives – (07.07.2012)
- Mali – (19.11.2003)
- Malte – (24.08.1965)
- Maroc – (24.04.1965)
- Maurice – (29.07.1998)
- Mauritanie – (29.11.2009)
- Mexique – (17.07.1961)
- Monaco – (13.12.2007)
- Mongolie – (30.07.2003)
- Monténégro – (16.09.2007)
- Mozambique – (17.12.2003)
- Myanmar – (05.10.1987)
- Namibie –(28.11.1998)
- Népal – (23.06.1969)
- Nicaragua – (30.08.1971)
- Nigéria – (12.12.1961)
- Norvège – (01.01.1980)
- Nouvelle-Zélande – (19.03.1987)
- Oman – (13.12.2003)
- Pakistan – (30.10.1963)
- Paraguay – (21.06.1973)
- Pays-Bas – (14.04.1959)
- Pérou – (05.02.1962)
- Philippines – (15.12.1983)
- Pologne – (10.05.1958)
- Portugal – (14.09.1967)
- Qatar – (26.04.2012)
- République arabe syrienne – (05.11.1959)
- République de Corée – (22.07.1968)
- République démocratique populaire lao – (21.06.2006)
- République dominicaine – (20.02.1958)
- République tchèque – (30.03.1996)
- République-Unie de Tanzanie – (21.04.2004)
- Roumanie – (19.01.1960)
- Royaume-Uni de Grande-Bretagne et d’Irlande du Nord – (04.01.1968)
- Rwanda – (17.12.2004)
- Sénégal – (15.01.2006)
- Serbie – (17.06.1959)
- Seychelles – (05.10.2006)
- Slovaquie – (24.11.2000)
- Slovénie – (29.03.1996)
- Soudan – (10.11.1960)
- Sri Lanka – (04.09.1958)
- Suède – (01.09.1969)
- Suisse – (25.03.1959)
- Swaziland – 25.10.2007)
- Tchad – (06.02.2000)
- Thaïlande – (08.02.1967)
- Togo – (11.09.2005)
- Trinité-et-Tobago – (18.11.2007)
- Tunisie – (21.05.1969)
- Turquie – (07.01.1969)
- Ukraine – (15.01.2016)
- Uruguay – (09.03.2002)
- Venezuela – (29.11.1989)
- Viet Nam – (07.08.1972)
- Yémen – (18.06.2008)
- Zambie – (12.09.2003)
- Zimbabwe – (19.11.1993)

## Directeurs généraux
- Harold Plenderleith (1959–1971)
- Paul Philippot (1971–1977)
- Sir Bernard M. Feilden (1977–1981)
- Cevat Erder (1981–1988)
- Andrzej Tomaszewski (1988–1992)
- Marc Laenen (1992-2000)
- Nicholas Stanley-Price (2000–2005)
- Mounir Bouchenaki (2006–2011)
- Stefano De Caro (2012–2017)
- Webber Ndoro (2018–présent)